# Elektrárna Počerady
Elektrárna Počerady (EPC1 a EPC2) je uhelná elektrárna společnosti Vršanská uhelná ze skupiny Sev.en Pavla Tykače, která se nachází v katastru obce Volevčice na Mostecku v Ústeckém kraji. Název nese podle sousední vesnice Počerady. 
Celkový výkon elektrárny je 5× 200 MW, roční výroba cca 6000 GWh. Zdrojem uhlí pro elektrárnu je nedaleký lom Vršany. Elektrárna byla uváděna do provozu od roku 1970, později prošla odsířením a sérií modernizací.
V areálu elektrárny se nachází také paroplynová elektrárna vlastněná společností ČEZ o výkonu celkem 888 MW.[rozpor]

## Historie
Výstavba elektrárny probíhala ve dvou fázích. V letech 1970 a 1971 byly uvedeny do provozu 4 bloky – Počerady I. V souvislosti s budováním elektrárny byla vysídlena a zlikvidována vesnice Třískolupy a statek Mastný Dvůr. V roce 1977 byly uvedeny další 2 bloky – Počerady II. V roce 1994 byl ukončen provoz 1. bloku a ostatních 5 bloků prošlo modernizačním programem. 
V roce 1994 došlo k odsíření dvou bloků a v roce 1996 byly dány do provozu zbývající tři odsířené bloky. Od roku 1997 se začalo postupně přecházet z hydraulického odpopílkování a odstruskování na suchý odběr popílku a jeho následné zpracování na stabilizát (směs popílku, energosádrovce, strusky, vody a 1–3 % vzdušného nehašeného vápna).
Celkový instalovaný výkon činí 1000 MW.
K roku 2018 se jednalo o největší centralizovaný zdroj znečištění v Česku. V roce 2018 elektrárna vypustila do atmosféry přes 5,5 milionu tun oxidu uhličitého.
Elektrárna bude po proběhlých rekonstrukcích splňovat většinu aktualizovaných emisních limitů, nicméně nebude splňovat požadované limity na emise rtuti. Provoz elektrárny by tak měl skončit již v srpnu 2021, nicméně provozovatel má možnost pokusit se požádat o částečnou a časově omezenou výjimku.

## Základní údaje
|                             | Instalovaný výkon                                              | Rok uvedení do provozu | Modernizováno a odsířeno | Poznámka                    |
| --------------------------- | -------------------------------------------------------------- | ---------------------- | ------------------------ | --------------------------- |
| Počerady I.                 | 4×200 MW                                                       | 1970–1971              | 1994–2000                | Blok č. 1 odstaven 1994     |
| Počerady II.                | 2×200 MW                                                       | 1977                   | 1994–2000                |                             |
| Paroplynový cyklus Počerady | 2× plynová turbina 284 MW a 1× parní 270 MW, tj. celkem 838 MW | cca 2013               | –                        | Nová paroplynová elektrárna |

## Zdroj uhlí
Hlavním zdrojem uhlí pro elektrárnu je nedaleký lom Vršany, který je stejně jako elektrárna ve vlastnictví společnosti Vršanská uhelná. K dopravě hnědého uhlí se využívá železnice z povrchových dolů mostecké pánve. Řeka Ohře zásobuje elektrárnu vodou. Roční spotřeba uhlí je asi 6,2 milionů tun (rok 2007).

## Odprodej do rukou Pavla Tykače
V roce 2017 se vedl spor o to, zda má energetická společnost ČEZ elektrárnu odprodat firmě, kterou kontroluje kontroverzní podnikatel Pavel Tykač. Dozorčí rada ČEZ v dubnu 2017 odložila své rozhodnutí a v květnu 2017 pak odmítla prodej Počerad firmě Vršanská uhelná ze skupiny Czech Coal. Vršanská uhelná nabídla za Počerady 10 miliard korun a plánovaný prodej podle agentury Reuters podpořilo představenstvo ČEZ.
Společnost ČEZ se v roce 2019 rozhodla pokračovat v procesu odprodeje elektrárny do rukou Pavla Tykače (již po reorganizaci skupiny Czech Coal na Sev.En AG). Společnost ČEZ neodstoupila od opční smlouvy z roku 2013 do konce roku 2019, čímž bylo potvrzeno, že elektrárna bude odprodána společnosti Sev.En. Vzhledem ke zvyšujícím se cenám výroby elektřiny z uhlí a současně probíhajícím jednáním vládní uhelné komise ale není zřejmé, zda bude reálné v dlouhodobějším horizontu elektrárnu provozovat. Současná elektrárna je nicméně technicky ideální pro výstavbu další paroplynové elektrárny s přímým napojením na stávající plynovod Net4Gas. Spekuluje se tedy o možném využití elektrárny pro tento účel. Zásadním kritikem, poukazujícím na tento možný scénář nevýhodný pro ČEZ, byl energetický analytik a minoritní investor ČEZu Michal Šnobr.
V říjnu 2020 došlo k rozhodnutí o urychlení převodu do rukou společnosti Sev.en výměnou za navýšení prodejní ceny ze 2 na 2,5 mld Kč. K počátku roku 2021 tak elektrárna přešla do vlastnictví nového majitele.
Stávající plynová elektrárna v areálu nicméně zůstala i po odprodeji zbytku areálu v rukou společnosti ČEZ.

## Kritika provozu elektrárny
Elektrárna je dlouhodobě kritizována kvůli svým dopadům na lidské zdraví v regionu a kvůli vlivu vypouštěných emisí na změnu klimatu. Zpráva ekologických organizací Greenpeace a Hnutí DUHA ze října 2019 upozorňuje na její zastaralost, neefektivitu a nepotřebnost a především na její dopady na zdraví lidí. Vedle dalších zdravotních dopadů poukazuje studie modelování znečištění ovzduší organizace Greenpeace především na odhadovaných 111 předčasných úmrtí způsobených provozem elektrárny. Na tento fakt také poukazoval happening, který organizace Greenpeace, Hnutí Duha a Limity jsme my pořádaly v listopadu 2019 před sídlem společnosti ČEZ v souvislosti s plánovaným prodejem této elektrárny.

## Paroplynová elektrárna
Na konci března 2010 oznámil ČEZ výstavbu paroplynové elektrárny v areálu Počerady. Stavba oficiálně začala 25. března 2011. Předpokládaný výkon je 880 MW. Jedná se o zdroj čistější než uhelná elektrárna. Emise CO2 jsou nižší až o 70 %. ČEZ investoval do počeradského projektu 20 miliard korun. První dodávky do sítě měly započít v dubnu 2013. V areálu elektrárny vznikla nová 128 m vysoká chladicí věž. Elektrárna má dvě plynové turbíny a jednu parní turbínu. Každý stroj má svůj elektrický generátor generující elektrickou energii. Generální dodavatel je stejně jako v případě výstavby nového zdroje v Ledvicích Škoda Praha Invest. Plynové turbíny dodala firma Siemens, spalinový kotel a související technologie SES Tlmače. Účinnost spalování by měla být vyšší než u nejmodernějším uhelných elektráren (42 % – Ledvice), odhaduje se na 57 %. Uvedení paroplynové elektrárny do provozu proběhlo v 2. polovině roku 2013. Po ukončení zkušebního provozu v prosinci 2013 nebyla kvůli nízkým výkupním cenám elektřiny uvedena do trvalého provozu a byla ponechána jako záložní zdroj. Od poloviny roku 2016 došlo k zintenzivnění jejího provozování, kdy v rámci dispečerského řízení reaguje na aktuální situaci na trhu s elektřinou a je provozována zpravidla na plný výkon, s výjimkou víkendů.